# Барсаниха
Барсаниха (рос. Барсаниха) — присілок в Пестовському районі Новгородської області Російської Федерації.
Населення становить 155 осіб. Входить до складу муніципального утворення Устюцьке сільське поселення.

## Історія
Від 2004 року входить до складу муніципального утворення Устюцьке сільське поселення

## Населення
| 2010 |
| ---- |
| 155  |